# Милан Спасић (сниматељ)
Милан Спасић Папи (Београд, 1945) је југословенски и српски филмски сниматељ. Дипломирао је филмску камеру 1976. на Факултету драмских уметности Универзитета уметности у Београду.

## Каријера
Први контакт као директор фотографије имао је са 13 година, када почиње да се бави аматерским филмом у Кино клубу Београд, који је тада окуљоао велику групу касније значајних филмских уметника као што су Кокан Ракоњац, Душан Макавејев, Живојин Павловић и други.
За режију, камеру и сценарио филма Игра добија неколико аматерских награда. На професионалном филму ради од 1964. године прво као асистент камере, фотограф, сниматељ (швенкер), а 1969. године почиње да ради као хонорарни сарадник на РТБ код уреднице Зоре Кораћ где режирају тада млади аутори: Срђан Карановић, Горан Марковић, Горан Паскаљевић, Јован Аћин и снима им 100 документарних и играних ТВ емисија, средњеметражних и краткометражних играних и документарних филмова, ТВ драма и серија од којих многе освајају награде на страним фестивалима, Мартовском фестивалу кратког филма.
Од 1975. године радио је и као директор фотографије и у том звању је снимио велики број кратких и средњеметражних играних филмова. Као директор фотографије на пољу целовечерњег играног филма сарађивао је са Здравком Шотром, Милом Ђукановићем, Александром Ђорђевићем, Гораном Марковићем, Слободаном Шијаном а највише са Гораном Паскаљевићем.
Многи од фимова су приказани на 20-ак разних светских фестивала: Канском, Венецијанском, Берлинском, Сан Себастијану.
За свој рад као директор фотографије награђен је 1998. године интернационалном наградом на Међународном фестивалу филмске камере „Браћа Манаки“, Златна камера 300 за Буре барута, на фестивалу ауторског филма у Београду 2004. награђен је плакетом Александар Петковић за изузетан допринос камере у филму Сан зимске ноћи.
Као косценарист, директор фотографије и редитељ потписао је филм Звезде љубави из 2005 године.

## Филмографија
| Год.    | Назив                          | Улога                |
| ------- | ------------------------------ | -------------------- |
| 1960-те |                                |                      |
| 1965.   | Непријатељ (филм из 1965)      | фотограф             |
| 1967.   | Празник (филм)                 | асистент камере      |
| 1967.   | Деца војводе Шмита             | асистент камере      |
| 1967.   | Дивље семе                     | асистент камере      |
| 1968.   | Поход (филм)                   | асистент камере      |
| 1968.   | Делије (филм)                  | асистент камере      |
| 1968.   | Пре истине                     | асистент камере      |
| 1969.   | Зазидани                       | асистент камере      |
| 1970-те |                                |                      |
| 1970.   | Лилика                         | асистент камере      |
| 1970.   | Природна граница (филм)        | асистент камере      |
| 1970.   | Бурдуш                         | асистент камере      |
| 1971.   | Све ће то народ позлатити      | директор фотографије |
| 1971.   | Секс, МАО, ЛСД                 | директор фотографије |
| 1971.   | Без назива                     |                      |
| 1972.   | Светлост из друге куће         |                      |
| 1972.   | Легенда о лапоту               |                      |
| 1972.   | Необавезно                     |                      |
| 1973.   | Слуга (тв филм)                |                      |
| 1973.   | Пикник на фронту               |                      |
| 1974.   | Терет                          |                      |
| 1974.   | Потомак                        |                      |
| 1975.   | Познајете ли Павла Плеша       |                      |
| 1975.   | Суд партије                    |                      |
| 1975.   | Ружа од бетона                 |                      |
| 1976.   | Оно што смо заборавили         |                      |
| 1979.   | Пјевам дању, пјевам ноћу       |                      |
| 1979.   | Земаљски дани теку             |                      |
| 1980-те |                                |                      |
| 1980.   | Мајстори, мајстори             | Мали                 |
| 1981.   | Шеста брзина                   |                      |
| 1981.   | Јабука                         |                      |
| 1982.   | Сутон (филм)                   | стилиста             |
| 1982.   | Приче из радионице             |                      |
| 1983.   | Камионџије 2                   |                      |
| 1984.   | Камионџије поново возе         |                      |
| 1985.   | Allegro ma non troppo          |                      |
| 1985.   | Проба                          |                      |
| 1987.   | Анђео чувар (филм)             |                      |
| 1988.   | Балкан експрес 2 (филм)        |                      |
| 1989.   | Балкан експрес 2 (серија)      |                      |
| 1989.   | Пет хиљада метара са препонама |                      |
| 1990-те |                                |                      |
| 1990.   | Ноћни играчи                   |                      |
| 1992.   | Танго аргентино (филм)         |                      |
| 1996.   | Нечиста крв (филм)             |                      |
| 1998.   | Буре барута                    |                      |
| 2000-те |                                |                      |
| 2001.   | Како је Хари постао дрво       |                      |
| 2004.   | Сан зимске ноћи                |                      |
| 2005.   | Звезде љубави                  |                      |
| 2006.   | Оптимисти (филм)               |                      |
| 2007.   | СОС - Спасите наше душе        |                      |
| 2008.   | Drift Style                    |                      |
| 2009.   | Ђавоља варош (филм)            |                      |
| 2009.   | Медени месец (филм)            |                      |
| 2010-те |                                |                      |
| 2011.   | Сестре (филм)                  |                      |
| 2012.   | Кад сване дан                  |                      |
| 2016.   | Земља богова                   |                      |
| 2019.   | Зовем се Мухамед               |                      |